# Carl Alexander Heideloff
Carl Alexander Heideloff (2 de febrero de 1789 - 28 de septiembre de 1865), también conocido como Karl Alexander von Heideloff, fue un arquitecto alemán, y maestro de obras de Núremberg. También es conocido por su restauración de edificios y monumentos.

## Biografía
Nacido en Stuttgart, era hijo del pintor Victor Peter Heideloff. Inicialmente estudió en la Academia de Artes de Stuttgart, y después pasó cinco años trabajando como arquitecto en Coburgo.
En 1818 fue seleccionado como arquitecto municipal de Núremberg y en 1822 se convirtió en profesor de arquitectura de la escuela politécnica de la misma ciudad, un puesto que mantuvo hasta 1854. Durante este tiempo también fue elegido como conservador de los monumentos artísticos.   
Heideloff trabajó principalmente en estilo gótico de arquitectura, y los edificios restaurados y erigidos por él en Núremberg y sus alrededores atestiguan tanto su destreza original como su pureza de gusto. También logró cierto éxito como pintor de acuarelas. Murió en Hassfurt en 1865.

## Obra destacada
- Restauración del Castillo de Núremberg, 1834-35
- Restauración de la Villa de Coburgo, 1838-44
- Castillo de Lichtenstein, 1840
- Castillo de Reinhardsbrunn
- El Salón de los Caballeros de la fortaleza de Coburgo
- Castillo de Landsberg
- La capilla mortuoria en Meiningen
- Castillo de Rosenburg cerca de Bonn
- La capilla del Castillo de Rheinstein
- Iglesia católica en Leipzig
- Restauración de la Catedral de Bamberg
- Restauración de la Capilla de los Caballeros (Ritter Kapelle) en Hassfurt
- Restauración de la Iglesia de San Gil en Oschatz, 1846-1849

## Obra literaria
- Die Lehre von den Säulenordnungen (1827)
- Die architektonischen Glieder, deren Konstruktion, Zusammenstellung und Verzierung (1831) 2 volúmenes
- Der Kleine Vignola (1832)
- Nürnbergs Baudenkmäler der Vorzeit (1838-1843), (edición completa 1854) - 'Monumentos arquitectónicos de Núremberg del Vorzeit'
- Die Ornamentik des Mittelalters (1838-1842) 24 volúmenes - 'El arte ornamental de la Edad Media'